# Savoy Ballroom
Der Savoy Ballroom war ein Tanzclub im New Yorker Stadtteil Harlem, der von 1926 bis 1958 existierte. Er zählte neben dem Cotton Club zu den bekanntesten Clubs in der Swing-Ära.
Am 12. März 1926 wurde der Savoy Ballroom in der Lenox Avenue in Harlem eröffnet. Es war der erste Tanzsaal, in dem sich Schwarze und Weiße ohne Rassenkonflikte zum Tanzen treffen konnten. Eröffnet wurde der Club von den Bands von Leon Abbey und Fletcher Henderson. Später spielten dort die bekanntesten Swingbands der Zeit. Chick Webb galt mit seiner Band als der „König des Savoy“. Er engagierte Ella Fitzgerald und machte sie berühmt.
Das Savoy hatte einen erheblichen  Einfluss auf die Entwicklung der Jazzmusik. Aber auch für neue Tanzstile war es prägend: der ursprüngliche Swing-Tanz Lindy Hop hat hier seine Ursprünge. Der 1934 entstandene Jazztitel Stompin’ at the Savoy nimmt Bezug auf das Etablissement. In der Lenox Avenue 596 erinnert heute nur noch eine Gedenktafel an den legendären Club.
Am 26. Mai 2021 ehrte Google den Savoy Ballroom und die Swing-Ära mit einem eigenen Google Doodle.